# Anschlag in Charleston
Koordinaten: 32° 47′ 14″ N, 79° 55′ 59″ W

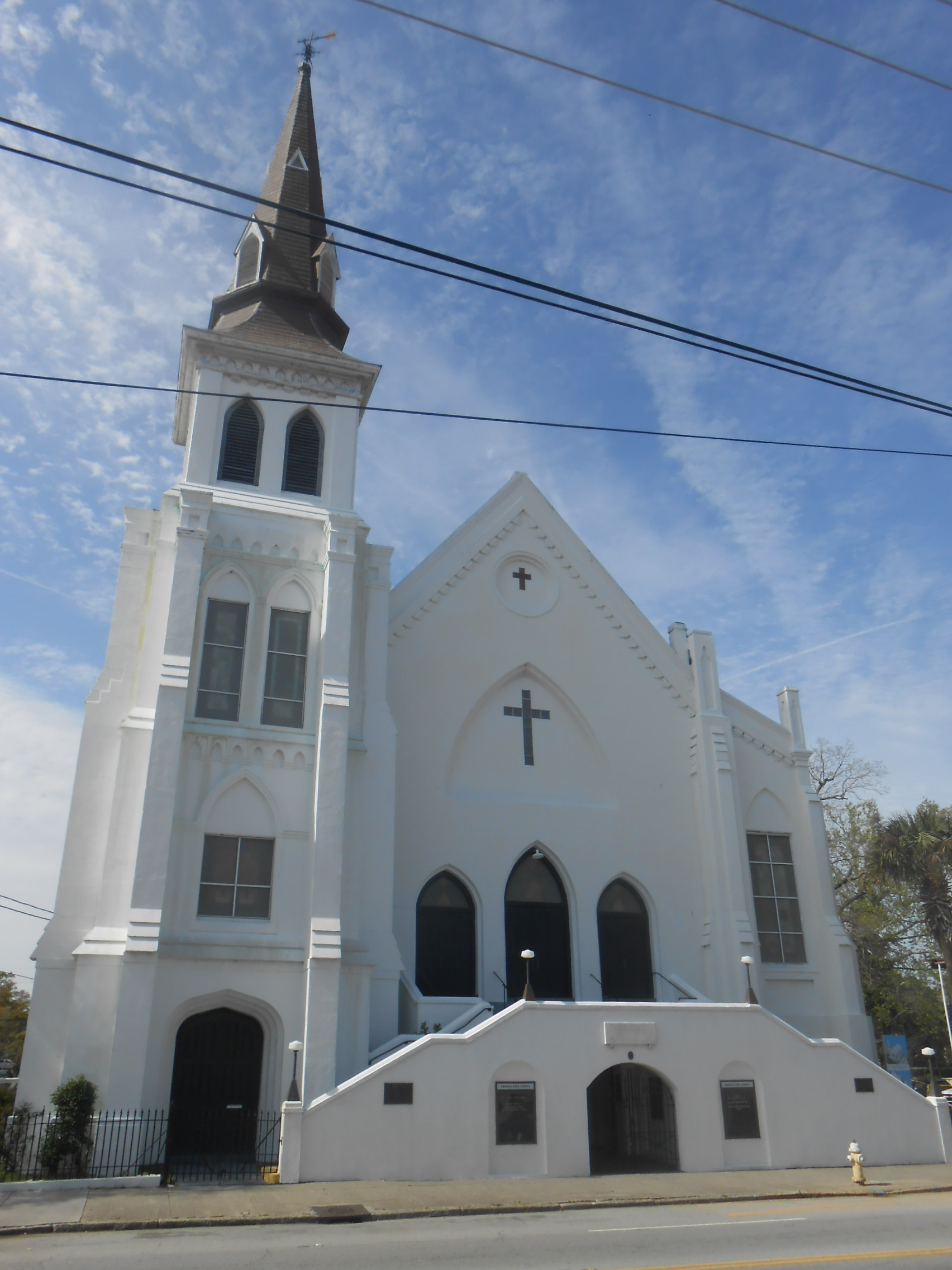
Mother Emanuel
African Methodist Episcopal Church
(Charleston, South Carolina)

Beim Anschlag in Charleston erschoss der 21-jährige weiße US-Bürger Dylann Storm Roof (* 3. April 1994 in Columbia, South Carolina) am 17. Juni 2015 neun Afroamerikaner während einer Bibelstunde in einer Kirche in Charleston (South Carolina). Die Ermittlungsbehörden, darunter das Federal Bureau of Investigation (FBI), ermittelten wegen eines rassistisch motivierten Hassverbrechens und möglichem Terrorismus.
Am 10. Januar 2017 wurde Dylann Roof durch eine Geschworenen-Jury zum Tode verurteilt und erwartet die Vollstreckung im Todestrakt des Hochsicherheitsgefängnisses United States Penitentiary, Terre Haute.

## Hintergrund
Die Emanuel African Methodist Episcopal Church (Emanuel A.M.E. Church), wegen ihrer Bedeutung als südstaatliche Mutterkirche der African Methodist Episcopal Church meist kurz Mother Emanuel genannt, liegt im Stadtteil Mazyck-Wraggborough. Sie wurde 1816 unter Führung von Morris Brown als Abspaltung zur von Weißen dominierten Bischöflichen Methodistenkirche gegründet. Damit ist sie eine der ältesten unabhängigen „schwarzen“ Kirchengemeinden in den Südstaaten der USA und die älteste in South Carolina (daher die Bezeichnung Mother, also Mutterkirche).
Einer der Gründungsmitglieder war Denmark Vesey, ein ehemaliger Sklave, der sich 1799 im Alter von 32 Jahren nach einem Lottogewinn selbst freigekauft hatte. Nach seiner Selbstbefreiung arbeitete er als Zimmermann, konnte aber nie genug Geld zusammensparen, um seine Frau und Kinder ebenfalls aus der Sklaverei freizukaufen. Die von ihm mitbegründete Kirche wurde von weißen Geistlichen unterstützt.
Bis 1818 stieg die Zahl der schwarzen Gemeindemitglieder auf 1848 an. Die Behörden reagierten restriktiv und schlossen die Kirche in den nächsten vier Jahren zweimal wegen angeblichen Verstößen gegen das Versammlungsgesetz.
Vesey und eine Gruppe von Kirchengemeindemitgliedern schmiedeten 1822 den Plan, die Sklavenbesitzer in Charleston zu töten, die Sklaven zu befreien und gemeinsam nach Haiti zu fliehen. Der Plan wurde bekannt und die Verschwörer festgenommen. Im folgenden Gerichtsverfahren wurden 35 Männer zum Tode verurteilt und gehängt. Das Kirchengebäude wurde, wahrscheinlich aus Rache, von weißen Tätern niedergebrannt.
1865 errichtete man die Kirche neu. In den 1960er Jahren wurde Mutter Emanuel zu einem Zentrum der schwarzen Bürgerrechtsbewegung.

## Attentat
In der Mother Emanuel African Methodist Episcopal Church fand am 17. Juni 2015 eine Bibelstunde statt. Den Ermittlern zufolge hatte der Täter vor der Tat rund eine Stunde lang mit den Besuchern der Kirche zusammengesessen und eröffnete im Anschluss das Feuer. In dem Kugelhagel starben sechs Frauen und drei Männer. Unter den Todesopfern befindet sich der Gemeindepastor Clementa Pinckney, der auch einen Sitz im Senat von South Carolina in Columbia hatte.

## Ermittlungen, Verhaftung und Täter
Anhand von nach der Tat veröffentlichten Bildern einer Überwachungskamera wurde ein 21-jähriger Tatverdächtiger, Dylann Roof, von seiner Schwester identifiziert, die daraufhin die Behörden informierte.
Einige Stunden nach der Tat wurde Roof nach dem Hinweis einer Anwohnerin bei einer Verkehrskontrolle 7,2 Kilometer westlich des mehr als 300 Kilometer vom Tatort entfernten Shelby im nördlichen Nachbarstaat North Carolina festgenommen. Der Verlobte seiner Schwester lebt etwa drei Kilometer vom Ort der Verhaftung entfernt. Ob Roof auf dem Weg zu ihm war, ist unbekannt. Nach Angabe des örtlichen Polizeichefs ließ der Verdächtige sich ohne Widerstand festnehmen; Hinweise auf Mittäter gab es nicht. Das Justizministerium und die Bundespolizei FBI nahmen Ermittlungen wegen eines Hassverbrechens auf. Die Polizei ging von einem rassistischen Motiv aus. Roof hatte von seinem Vater zu seinem 21. Geburtstag Geld geschenkt bekommen, was er zum Kauf der Tatwaffe nutzte.
Im Zuge der Ermittlungen entdeckte das FBI eine von Roof Monate zuvor registrierte Website unter dem Namen „Last Rhodesian“ – eine Anspielung auf das bis 1980 bestehende weiße Minderheitsregime in Rhodesien (heute Simbabwe). Auf dort gezeigten Fotos posiert Roof mit der Konföderierten-Flagge und mutmaßlich der Tatwaffe. Auf einigen Bildern bespuckt oder verbrennt Roof dagegen die Flagge der Vereinigten Staaten. In einem Text behauptet er, er sei nicht in einem rassistischen Umfeld aufgewachsen, das Ereignis, das ihn „erweckt“ habe, sei die Tötung von Trayvon Martin gewesen. Die „weiße Rasse“ besitze eine natürliche Überlegenheit und es sei an der Zeit, durch „drastische Aktionen“ Amerika und Europa zurückzuerlangen. Er erklärt, er habe Charleston bewusst als Ziel ausgesucht, da es sich um eine historische Stätte handle.
Roof selbst plädierte zunächst in den 33 Anklagepunkten auf nicht schuldig, da ihm die Todesstrafe drohte. Im September 2015 ließ er durch seinen Anwalt, David Bruck, erklären, dass er in dem am 11. Juli 2016 beginnenden Prozess ein Geständnis ablegen wolle, wenn er im Gegenzug zu lebenslanger Haft verurteilt werde. Das Gericht verurteilte ihn am 10. Januar 2017 zum Tod durch die Giftspritze. Zusätzlich wurde Roof im April 2017 von einem Gericht des Bundesstaates South Carolina zu neun weiteren lebenslangen Haftstrafen verurteilt.

## Reaktionen
Der damalige US-Präsident Barack Obama sprach von „sinnlosen Morden“ und stellte in einer ersten Stellungnahme einen Bezug zur Debatte über das Waffenrecht in den USA her. Er sagte, dass erneut unschuldige Menschen gestorben seien, weil ein Übeltäter kein Problem gehabt habe, an eine Schusswaffe zu kommen. Das Land als Ganzes müsse seine Haltung zu Waffen überdenken. Die republikanische Gouverneurin von South Carolina, Nikki Haley, sagte, das Verbrechen habe „das Herz und die Seele“ ihres Bundesstaates gebrochen; sie empfahl der Staatsanwaltschaft, die Todesstrafe zu beantragen.
Angehörige der Mordopfer haben dem mutmaßlichen Täter während einer Anhörung in Charleston öffentlich vergeben. Es dürfe keinen Raum für Hass geben, sagte eine Sprecherin.
Drei Tage nach dem Anschlag fand in der A.M.E. Church unter Leitung des neuen Pastors ein Gedenkgottesdienst statt. Dabei erklärte der Pastor, die Türen der Kirche würden weiterhin für jeden offen bleiben, um eine Botschaft zu senden. Auch an der Bibelstunde werde nach Aussagen von Gemeindemitgliedern nichts verändert. Tausende Menschen nahmen zudem an einem Gedenkmarsch teil.
Am 25. Juni 2015 lancierte die Satire-Platform NewsWatch33.com die Ente, dass von Sympathisanten Dylann Roofs, zum Zwecke von dessen Verteidigung, knapp 4,3 Millionen US-Dollar in einen Fundraising-Topf einbezahlt wurden.
Der Council of Conservative Citizens deaktivierte am 20. Juni seine Website wegen schlechter Publicity. Ihr Präsident Earl Holt sagte, dass man nicht für Roofs Taten verantwortlich sei. Die Organisation veröffentlichte ein Statement, das besagte, dass Roof etwas legitimen Zorn gegen Schwarze gehabt hätte und dass die Website der Organisation ehrlich und akkurat über Gewaltverbrechen berichtete, die Schwarze an Weißen begingen. Harold Covington, Gründer der Northwest Front, verurteilte Roofs Verbrechen und nannte sie eine Vorausschau auf kommende Attraktionen.
Das Southern Poverty Law Center analysierte Roofs Manifest und kam zu dem Schluss, dass er regelmäßiger Leser und Beitragsschreiber des The Daily Stormer, einer weißen nationalistischen Website, sei.

### Debatte um die Flagge der Konföderierten

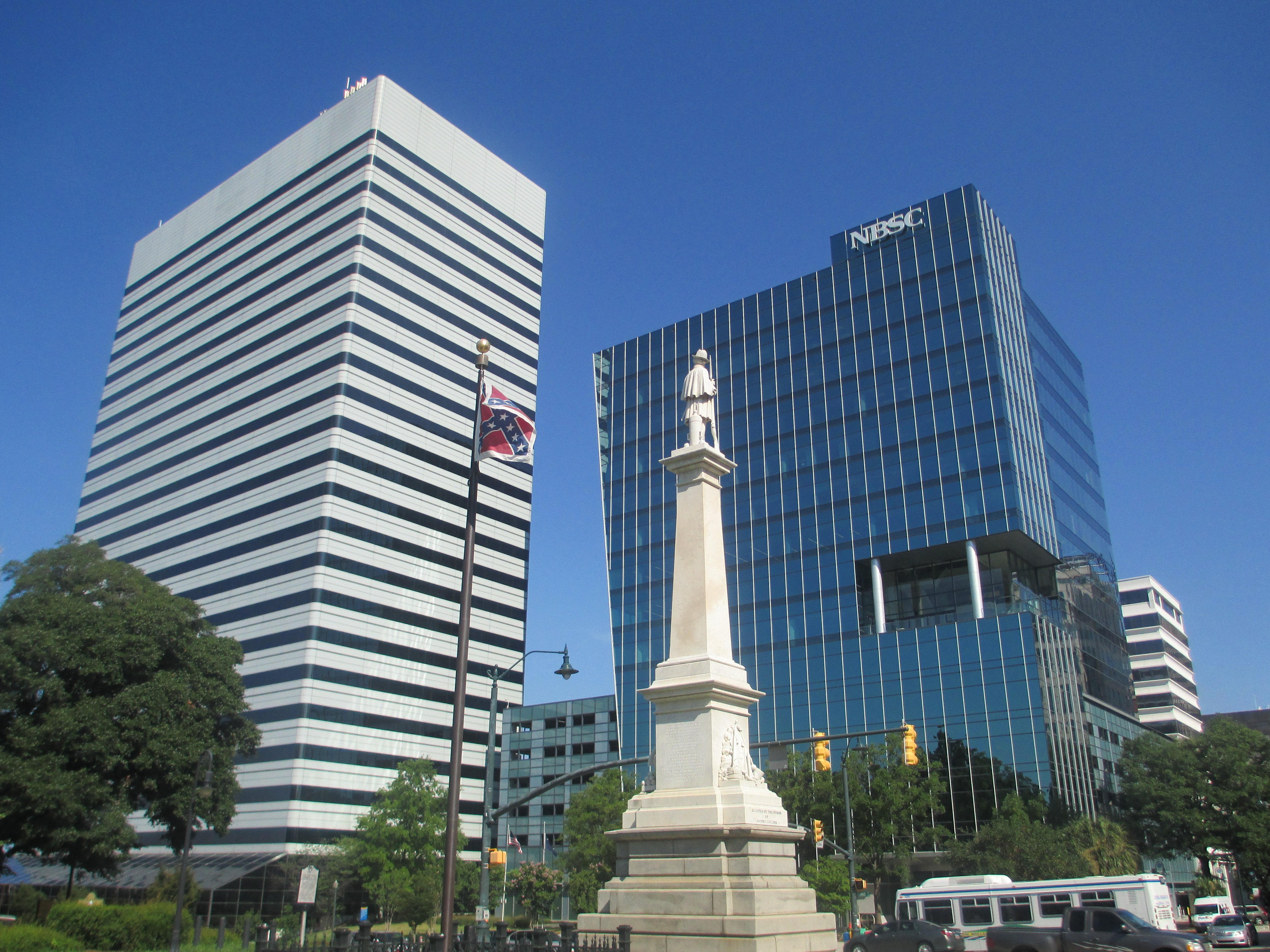
Kriegerdenkmal und Flagge der Konföderierten auf dem Gelände des Parlaments von South Carolina, 2012

Die Offizielle Kriegsflagge der Konföderierten, die aber keine Nationalflagge gewesen ist

In den USA löste die Tat eine Debatte um den Umgang mit der Südstaaten-Flagge aus. Diese ist bis heute auf staatseigenem Grundstück über einem Kriegsdenkmal vor dem Parlament von South Carolina in Columbia gehisst, nachdem sie im Jahr 2000 vom Gebäude selbst entfernt worden war. Während das Sternenbanner auf dem Parlamentsgebäude zu Ehren der Toten des Anschlags auf halbmast gesetzt wurde, blieb die Konföderierten-Flagge unverändert, da die gesetzlichen Regelungen ein Herabsetzen nicht zulassen. Die republikanischen Präsidentschaftskandidaten Jeb Bush und Mitt Romney forderten, die Flagge abzunehmen; Präsident Obama befürwortete ihre Forderungen. Romney bezeichnete die Flagge als „ein Symbol rassistischen Hasses“. Bush verwies darauf, in Florida habe man die Flagge in seiner Zeit als Gouverneur ins Museum verbracht, „wo sie auch hingehört“. Der Abgeordnete Norman Brannon kündigte einen entsprechenden Gesetzentwurf für South Carolina an. Auch Nikki Haley, die Gouverneurin von South Carolina, sprach sich später gegen die Verwendung der Flagge auf staatlichem Gelände aus.
Unter dem Hashtag #takedowntheflag wurde in den sozialen Medien eine breite Diskussion geführt; eine Onlinepetition für das Entfernen der Flagge wurde innerhalb weniger Tage von mehreren hunderttausend Menschen unterzeichnet.
Der weltgrößte Einzelhandelskonzern Walmart kündigte an, keine Merchandising-Produkte mit der Südstaaten-Flagge mehr in seinem Sortiment anzubieten. Auch der Kaufhausbetreiber Sears und das Online-Auktionshaus ebay kündigten an, solche Produkte nicht mehr anzubieten.